# Friemersheim (Sudafrica)
Friemersheim è un centro abitato sudafricano situato nella municipalità distrettuale di Eden nella provincia del Capo Occidentale.

## Geografia fisica
Il piccolo centro abitato sorge ai piedi dei monti Outeniqua a circa 25 chilometri a nord della città costiera di Mosselbaai.